# Zaorle (wieś w województwie wielkopolskim)
Zaorle – wieś w Polsce położona w województwie wielkopolskim, w powiecie rawickim, w gminie Pakosław.
W okresie Wielkiego Księstwa Poznańskiego (1815-1848) miejscowość należała do wsi większych w ówczesnym pruskim powiecie Kröben (krobskim) w rejencji poznańskiej. Zaorle należało do okręgu jutroszyńskiego tego powiatu i stanowiło część majątku Osiek, którego właścicielem była wówczas (1846) Szołdrska (z Grudzińskich). Według spisu urzędowego z 1837 roku wieś liczyła 229 mieszkańców, którzy zamieszkiwali 23 dymy (domostwa). W skład majątku Osiek wchodziły wówczas także: folwark Zielonydąb (10 osób w jednym domu) oraz Pomocno (22 domy, 193 osoby).
W latach 1975–1998 miejscowość administracyjnie należała do województwa leszczyńskiego.